# 島本町立第一中学校
島本町立第一中学校（しまもとちょうりつ だいいちちゅうがっこう）は、大阪府三島郡島本町にある公立中学校。略称は一中、島一、島本一中など。

## 沿革
学制改革に伴い、当時の島本町で唯一の新制中学校・島本町立中学校として1947年に創立した。開校当初は島本町立小学校（現在の島本町立第一小学校）の校舎を間借りしていたが、1949年に青葉公園跡地の現在地に移転している。
1977年に島本町立第二中学校が分離開校したことに伴い、現在の校名・島本町立第一中学校に改称している。
- 1947年4月1日 - 島本町立中学校として創立。
- 1949年 - 現在地に移転。
- 1977年4月1日 - 島本町立第二中学校を分離。島本町立第一中学校と改称。
- 1983年 - 校区を変更。島本町立第二中学校との間で校区を調整。
- 1986年 - 大阪府教育委員会から、同和教育の研究校に指定される（1987年度まで）。

## 通学区域
- 島本町立第四小学校の通学区域全域。
- 島本町立第三小学校・島本町立第一小学校の通学区域のそれぞれ一部。

青葉1-3丁目、水無瀬1-2丁目、広瀬1-5丁目、桜井1丁目4-13番、桜井5丁目16-30番、江川1-2丁目、高浜1-3丁目。

## 出身者
- 山本慎吾 - 陸上競技
- 宮下梨沙 - やり投げ
- 米長晴信 - 政治家

## 交通
- 水無瀬駅 北西へ約100m。
- 島本駅 南東へ約450m。